# Barragem de Cristalândia
A Barragem de Cristalândia é o maior espelho d’água do município brasileiro de Brumado,  Bahia, inserida no Rio de Contas e está localizada no distrito de Cristalândia, zona rural.

## História
A barragem teve construção iniciada em 2005, seis anos depois do fim da grande seca, que aconteceu entre 1997 e 1999, quando a população de Brumado teve o abastecimento de água totalmente suspenso. O serviço de abastecimento, na ocasião, passou a ser realizado através de carros-pipas, após o colapso da Barragem do rio do Antônio, que secou completamente no ano de 1998. 
A barragem começou a operar ainda em construção. Apesar de o abastecimento ter sido interrompido em sua totalidade durante 30 dias, a seca se prolongou até 1999. 
Parte da obra foi entregue em 16 de janeiro de 2010, pelo então Governador da Bahia Jaques Wagner. O projeto é fruto do Programa Água para Todos, do Governo Federal.

## Uso e capacidade
A barragem possui uma capacidade de 16,65 hm3 e vazão regularizada de 617 L/s. Ocupa uma área de 250 hectares e seu uso prioritário é voltado ao abastecimento humano.
O objetivo inicial era que a barragem, além de servir com abastecimento humano, contribuísse também para uso na irrigação, abastecimento urbano e rural e prática de piscicultura, contribuindo para irrigação de dois mil hectares. Porém, apenas com armazenamento atual, isso se tornou impossível.[carece de fontes?]
Tanto a zona rural como a zona urbana são beneficiadas pela barragem. Hoje, a Barragem de Cristalândia abastece também o município de Malhada de Pedras e se tornou um ponto turístico do município de Brumado. A expectativa é que, ao término  da obra, as cidades de Tanhaçu, Ituaçu, e Rio do Antônio - incluindo os distritos de Umbaúba  e Ibitira - possam também ser abastecidas.